# Cumbre de Barranca Honda
Cumbre de Barranca Honda es una localidad del estado mexicano de Guerrero. Es parte del municipio de Ometepec.

## Demografía
| Gráfica de evolución demográfica |
|                                  |

| Censo | Población |
| ----- | --------- |
| 1970  | 345       |
| 1980  | 451       |
| 1990  | 832       |
| 2000  | 1 021     |
| 2010  | 1 219     |
| 2020  | 1 437     |